# 里永
里永（法語：Riom，法語：[ʁjɔ̃] ⓘ或[ʁi.jɔ̃] ⓘ），法国中南部城市，奥弗涅-罗讷-阿尔卑斯大区多姆山省的一个市镇，同时也是该省的一个副省会，下辖里永区，其市镇面积为31.97平方公里，2022年1月1日时人口数量为18,680人，在法国城市中排名第489位。
里永位于多姆山省中北部，距离省会克莱蒙费朗大约14公里，是一个区域性的中心城市，同时也是一个交通枢纽，有三个方向的铁路和多条干线公路在此交汇。里永是法国艺术与历史之城，13至16世纪间为奥弗涅公国的国都，当地有多处历史建筑。法国文学家普罗斯珀·德·巴朗特出生于此。

## 地名来源

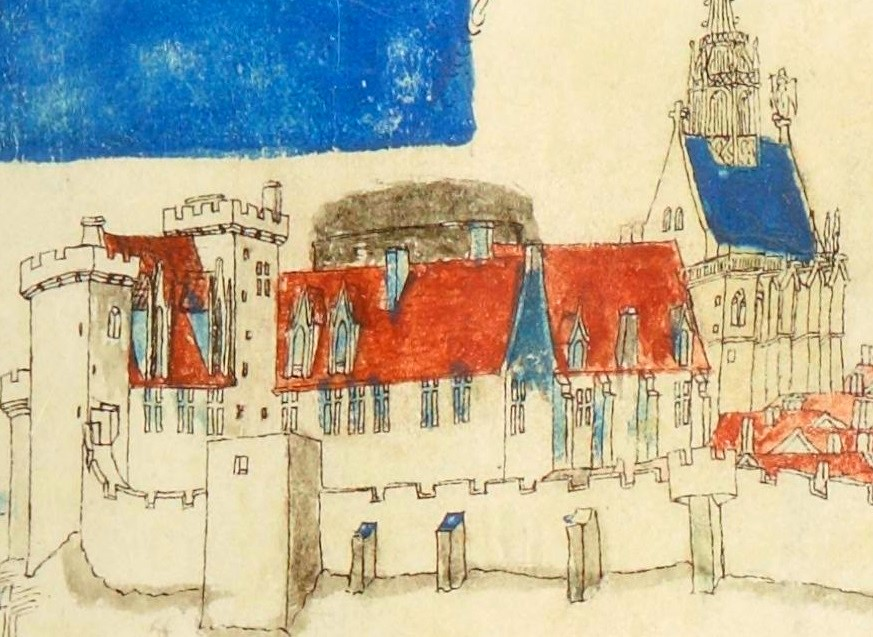
奥弗涅公爵宫

“里永”一名来源于高卢语，意为“国王集市”（marché du roi）。

## 历史
里永最初于公元前50年被记载，天主教圣人阿马布尔在此建立了一处教堂，另有史料证明天主教史学家都爾的額我略亦有可能出生于里永。公元1212年，法兰西国王腓力二世与奥弗涅公爵居伊二世在里永发生围城战，次年，里永成为奥弗涅公国的都城，直至16世纪奥弗涅被法兰西王国继承。其间，普瓦捷的阿尔丰斯于1270年为里永颁发了市镇宪章。当地曾于15世纪遭遇多次地震破坏。法国大革命后，里永成为多姆山省的一个市镇及该省的地区行署，1801年起成为副省会。工业革命期间，四个方向的铁路在此交汇，里永成为一个区域性的工商业中心。第二次世界大战期间，里永被维希法国控制，贝当政府曾于1942年展开里永案件，企图展开对法兰西第三共和国的指控。里永最终于1944年8月25日获得解放。1975年，法国文化部将里永列入《艺术与历史之城》。

## 地理

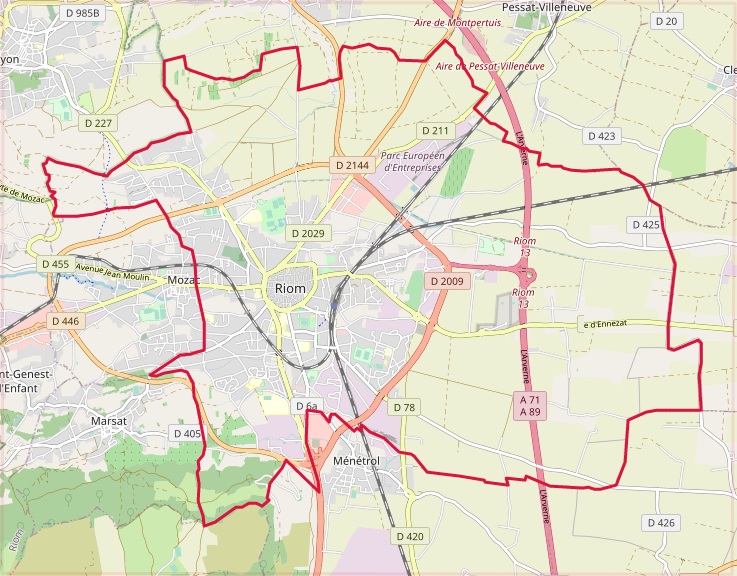
里永市镇范围地图

里永位于法国中南部，奥弗涅-罗讷-阿尔卑斯大区西部和多姆山省中北部，距离省会克莱蒙费朗大约14公里。与里永接壤的市镇包括：里永附近圣博内、沙托盖、沙泰勒吉永、克莱尔朗德、埃讷扎、昂瓦勒、马尔萨、梅内特罗勒、莫扎克、佩萨-维勒讷沃、圣博齐尔。

### 地形
里永位于利马涅平原西北部，西侧为多姆山，境内地势西高东低，市中心地形相对平坦，全境海拔在314到505米之间。

### 水文
马雷沙河（Le Maréchat）自西向东流经境内，该河是阿列河的支流，属于卢瓦尔河流域。

### 植被
里永属于温带落叶林区，市区内的主要绿地公园包括迪穆兰公园（Parc Dumoulin）、市政厅花园（Jardin de l'Hôtel de Ville）等，均常年免费向公众开放。此外市区南部两侧亦有多处林地分布。

### 气候
里永在柯本气候分类法中属于温带海洋性气候，但因其面向大西洋的一侧有山地阻挡，故当地的海洋性特征不太明显。
距离里永最近的气象站位于沙普境内，以下为该气象站的数据（其中日照数据取自克莱蒙费朗）：
| 沙普1981年－2019年  | 沙普1981年－2019年 | 沙普1981年－2019年 | 沙普1981年－2019年 | 沙普1981年－2019年 | 沙普1981年－2019年 | 沙普1981年－2019年 | 沙普1981年－2019年 | 沙普1981年－2019年 | 沙普1981年－2019年 | 沙普1981年－2019年 | 沙普1981年－2019年 | 沙普1981年－2019年 | 沙普1981年－2019年 |
| 月份                | 1月                | 2月                | 3月                | 4月                | 5月                | 6月                | 7月                | 8月                | 9月                | 10月               | 11月               | 12月               | 全年               |
| ------------------- | ------------------ | ------------------ | ------------------ | ------------------ | ------------------ | ------------------ | ------------------ | ------------------ | ------------------ | ------------------ | ------------------ | ------------------ | ------------------ |
| 历史最高温 °C（°F） | 20 (68)            | 27.2 (81.0)        | 27 (81)            | 32 (90)            | 34 (93)            | 38 (100)           | 42 (108)           | 41 (106)           | 37.5 (99.5)        | 30 (86)            | 24 (75)            | 23 (73)            | 42 (108)           |
| 平均高温 °C（°F）   | 6.9 (44.4)         | 8.8 (47.8)         | 12.6 (54.7)        | 15.4 (59.7)        | 19.2 (66.6)        | 22.9 (73.2)        | 27.4 (81.3)        | 26.2 (79.2)        | 23.5 (74.3)        | 18.1 (64.6)        | 11.4 (52.5)        | 8.2 (46.8)         | 16.7 (62.1)        |
| 日均气温 °C（°F）   | 2.7 (36.9)         | 3.8 (38.8)         | 6.9 (44.4)         | 9.3 (48.7)         | 13.2 (55.8)        | 16.6 (61.9)        | 19.8 (67.6)        | 18.8 (65.8)        | 16.3 (61.3)        | 12.4 (54.3)        | 6.7 (44.1)         | 4.3 (39.7)         | 10.9 (51.6)        |
| 平均低温 °C（°F）   | −1.4 (29.5)        | −1.2 (29.8)        | 1.1 (34.0)         | 3.2 (37.8)         | 7.3 (45.1)         | 10.2 (50.4)        | 12.3 (54.1)        | 11.3 (52.3)        | 9.2 (48.6)         | 6.6 (43.9)         | 2 (36)             | 0.3 (32.5)         | 5.1 (41.2)         |
| 历史最低温 °C（°F） | −29.5 (−21.1)      | −26 (−15)          | −12 (10)           | −8 (18)            | −11 (12)           | −1.2 (29.8)        | 0 (32)             | 0 (32)             | −4 (25)            | −10 (14)           | −12 (10)           | −19.8 (−3.6)       | −29.5 (−21.1)      |
| 平均降水量 mm（）   | 30.5 (1.20)        | 25.3 (1.00)        | 28.6 (1.13)        | 57.5 (2.26)        | 90.3 (3.56)        | 84.4 (3.32)        | 62.5 (2.46)        | 71.3 (2.81)        | 69.4 (2.73)        | 54.5 (2.15)        | 47.5 (1.87)        | 35.1 (1.38)        | 656.9 (25.86)      |
| 月均日照時數        | 88.9               | 108.4              | 161.4              | 173.5              | 197.9              | 225.2              | 249.2              | 234.8              | 185.4              | 135.1              | 84                 | 69.2               | 1,913              |
| 来源：infoclimat.fr |                    |                    |                    |                    |                    |                    |                    |                    |                    |                    |                    |                    |                    |

## 行政区划
里永是法国奥弗涅-罗讷-阿尔卑斯大区多姆山省的一个市镇，编号为63300，它也是多姆山省的一个副省会。里永下辖里永区，隶属于多姆山省第二选区，管理里永县，同时也是里永城市圈公共社区的办公驻地。
里永市镇被划为5个街区，实行街区意见收集制度。
法国国家统计与经济研究所（简称）在进行数据统计时，将里永及相邻的另外6个市镇设为里永城市核心区，并将包括核心区在内的周边共182个市镇划为克莱蒙费朗城市区。自2020年起，里永城市区被含有209个市镇的克莱蒙费朗城市辐射区代替。此外，还将里永市镇分为了10个“块区”（IRIS），以便于统计人口分布情况。

## 交通

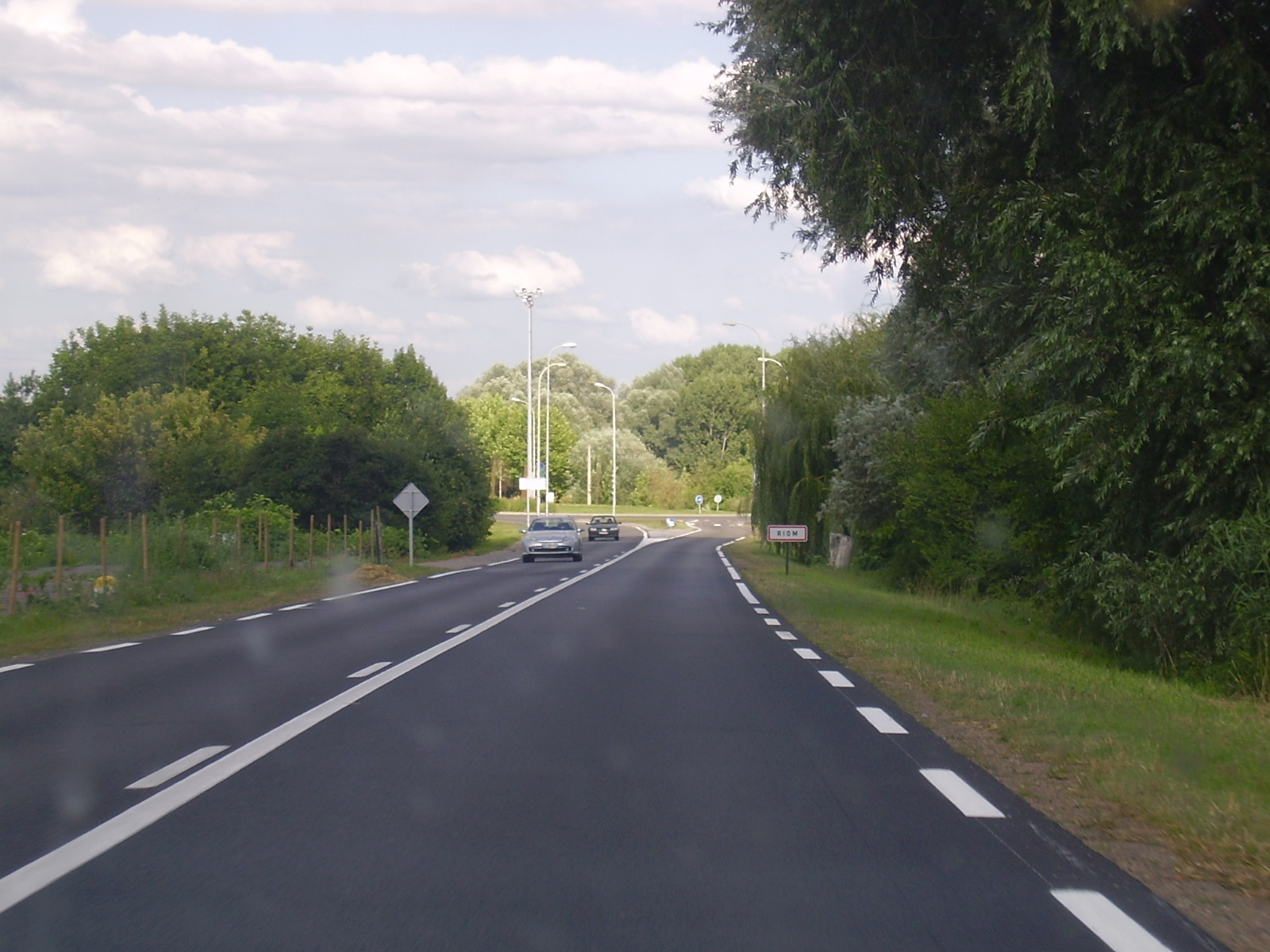
里永附近的一条公路

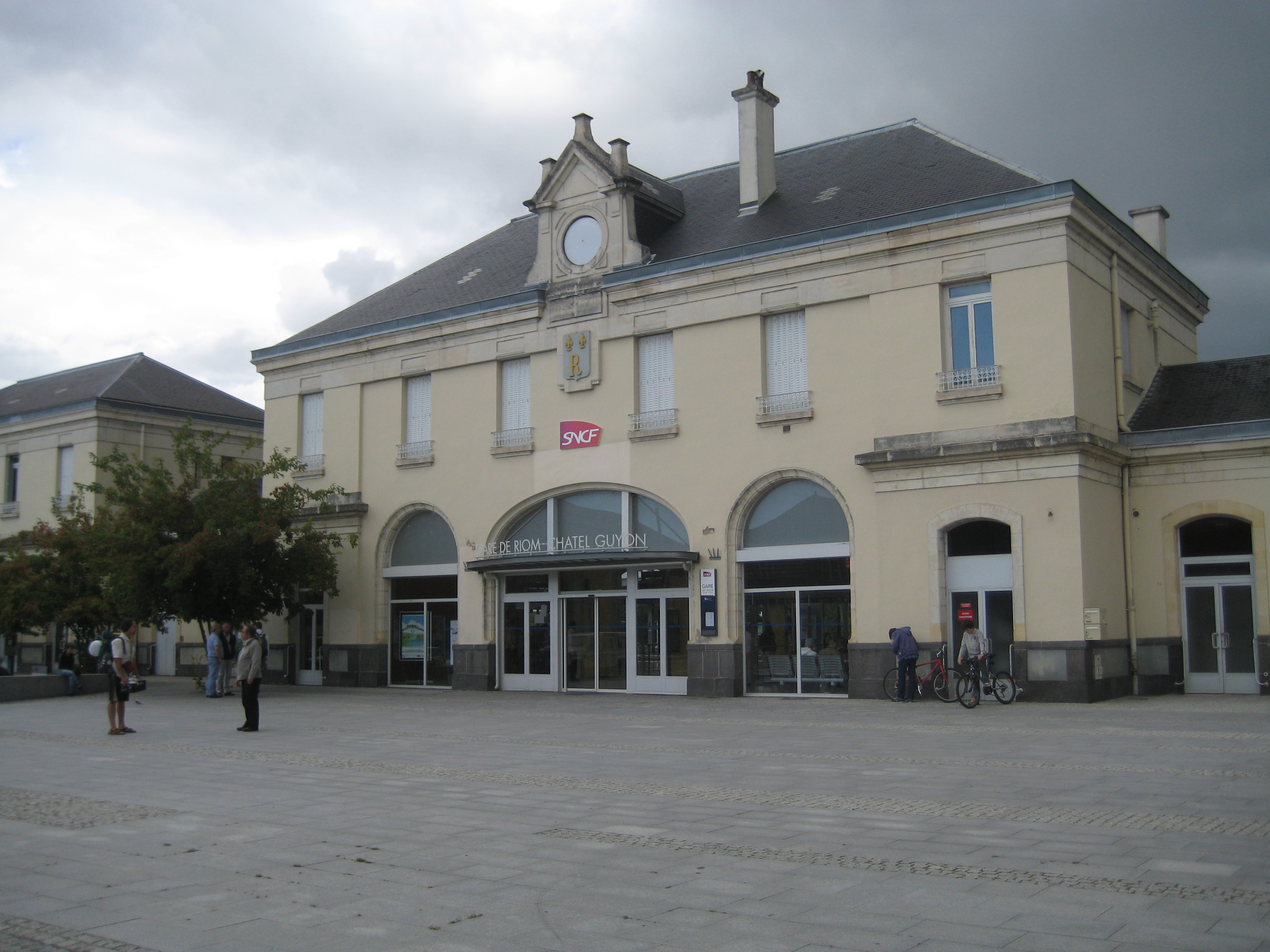
里永-沙泰勒吉永火车站

### 公路
法国A71和A89两条高速公路以共线的形式经过里永市区东部，通过13号出入口连接市区，此外多条多姆山省省道在里永境内交汇，奥弗涅-罗讷-阿尔卑斯大区下属的城际客运提供巴士线路，可前往周边部分市镇。
2017年，76.3%的里永家庭拥有至少一辆的私人汽车。2018年，里永境内共发生各类交通事故8起，造成1人遇难，11人受伤。

### 铁路
里永位于圣日耳曼代福塞－尼姆铁路和维希－里永铁路的交汇处。里永-沙泰勒吉永站位于市区东部，停靠往返于巴黎和克莱蒙费朗一线的城际列车，另停靠由克莱蒙费朗出发前往穆兰、蒙吕松和里昂三个方向的区域列车。

### 航空
距离里永最近的民用航空站为克莱蒙费朗机场，距离里永市中心的公路里程约16公里。

### 城市公共交通
里永城市公共交通（商业名称为）是当地的城市公共交通系统。截至2021年2月，该系统共包括4条常规公交线路、4条定制公交线路和1条节假日线路，路网覆盖了里永市区内的主要街道和居民区。

## 政治

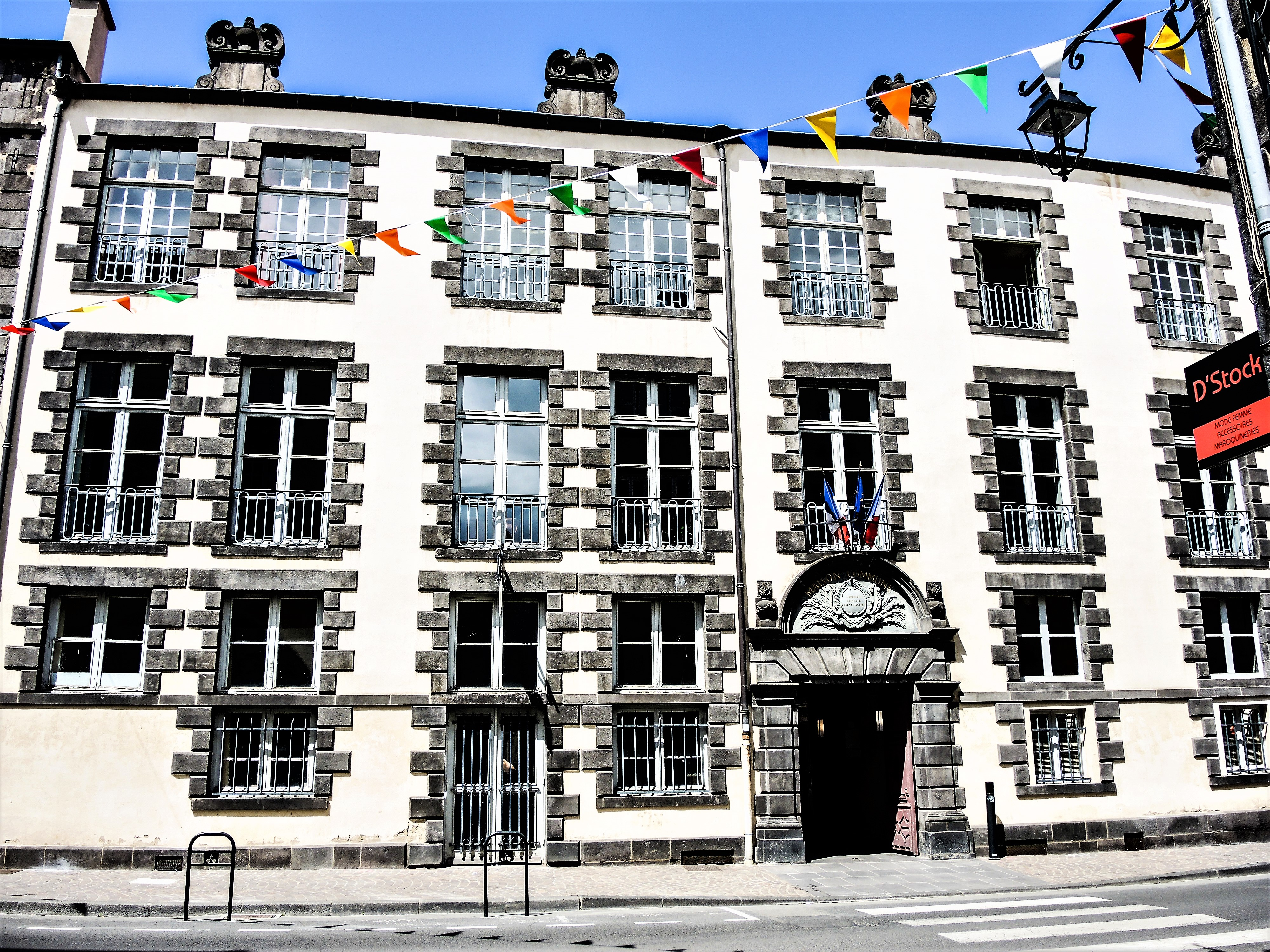
里永市政厅

里永的现任市长为皮埃尔·佩库尔先生（Pierre Pécoul），他是一名右翼无党派人士，在2020年的市政选举中获得了50.59%的支持率。
在2017年的法国总统大选中，法国第25任总统埃马纽埃尔·马克龙在里永获得了75.22%的支持率。
| 里永历届市长   |                    |                   |
| 任期           | 市长               | 党派              |
| 1944年－1953年 | 安托万·科          | 不详              |
| 1953年－1965年 | 让·雷努阿尔        | RGR共和国左翼联盟 |
| 1965年－1977年 | 居伊·托马          | DVD右翼无党派人士 |
| 1977年－1989年 | 让·埃拉尔          | PS社会党          |
| 1989年－1995年 | 克洛德·利贝尔曼    | UDF法国民主联盟   |
| 1995年－1998年 | 皮埃尔-若埃尔·邦泰 | PS社会党          |
| 1998年－2014年 | 让-克洛德·齐科拉   | PS社会党          |
| 2014年－       | 皮埃尔·佩库尔      | DVD右翼无党派人士 |

## 人口
2017年，里永市镇人口数量为19,180，在法国排名第489位。其中男性9,303人，女性9,877人，75岁及以上人口占8.1%，外籍人口数量为4,780人，人口密度为600人/平方公里，当地居民被称为（男性）或（女性）。2018年，里永境内出生196人，死亡人口190人。
| 年份   | 1936   | 1946   | 1954   | 1962   | 1968   | 1975   | 1982   | 1990   | 1999   | 2006   | 2011   | 2016   | 2018   |
| ------ | ------ | ------ | ------ | ------ | ------ | ------ | ------ | ------ | ------ | ------ | ------ | ------ | ------ |
| 人口數 | 11,425 | 12,975 | 12,664 | 14,418 | 15,467 | 17,071 | 18,346 | 18,793 | 18,548 | 18,118 | 18,291 | 19,029 | 19,011 |

## 经济
里永是一个区域性的中心城市，当地共有各类用人单位2,464家，平均历史为18年，其中98.62%为中小型企业（PME）。（照明设施）、（公路物流）及（电气设施）是当地2019年营业额最高的三个企业，分别为72,695,564欧元、39,965,337欧元和29,791,396欧元。

## 财政收入
2019年，里永的财政收入总额为27,612,300欧元，财政支出总额为23,065,600欧元，当年的债务总额为6,203,050欧元。
2015年，里永的人均月收入总额为2,499欧元，其中高级职员为4,544欧元，中级职员为2,557欧元，普通职员为1,846欧元。
2017年，里永境内的青壮年（15至64岁）失业率为13.1%，当地52.5%的家庭拥有纳税资格。

## 社会事务

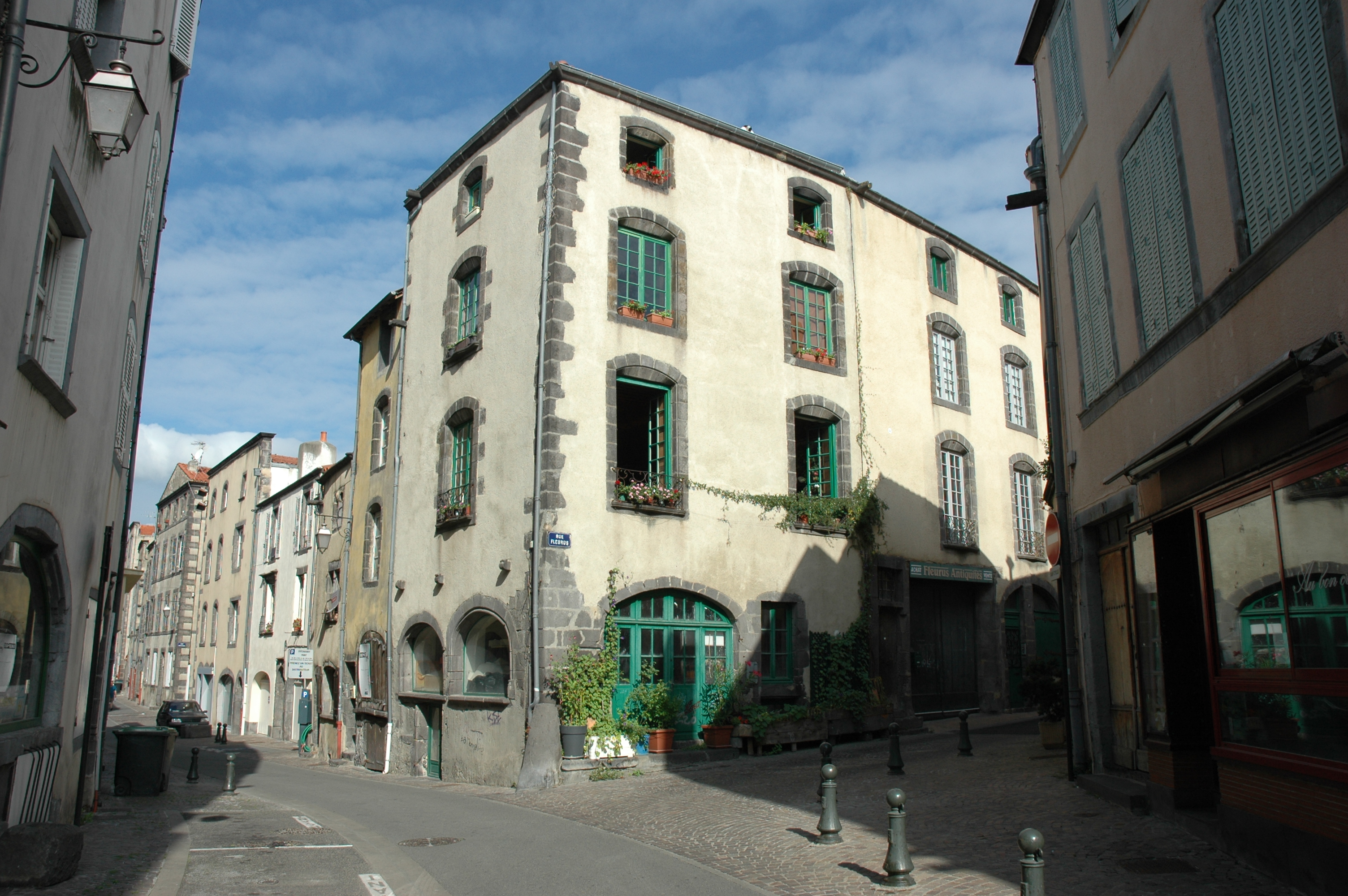
里永市中心的弗勒吕街

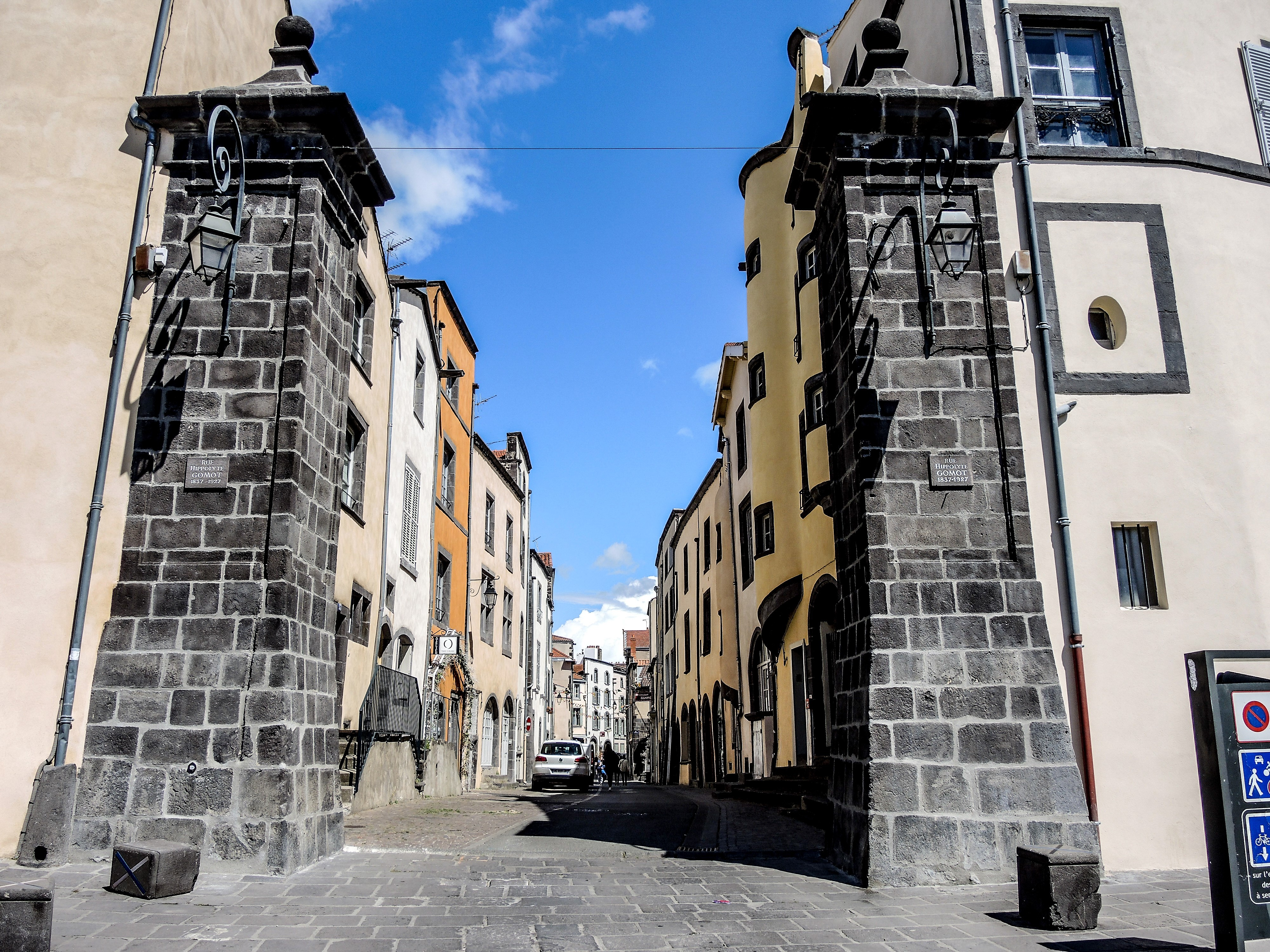
里永莫扎克门

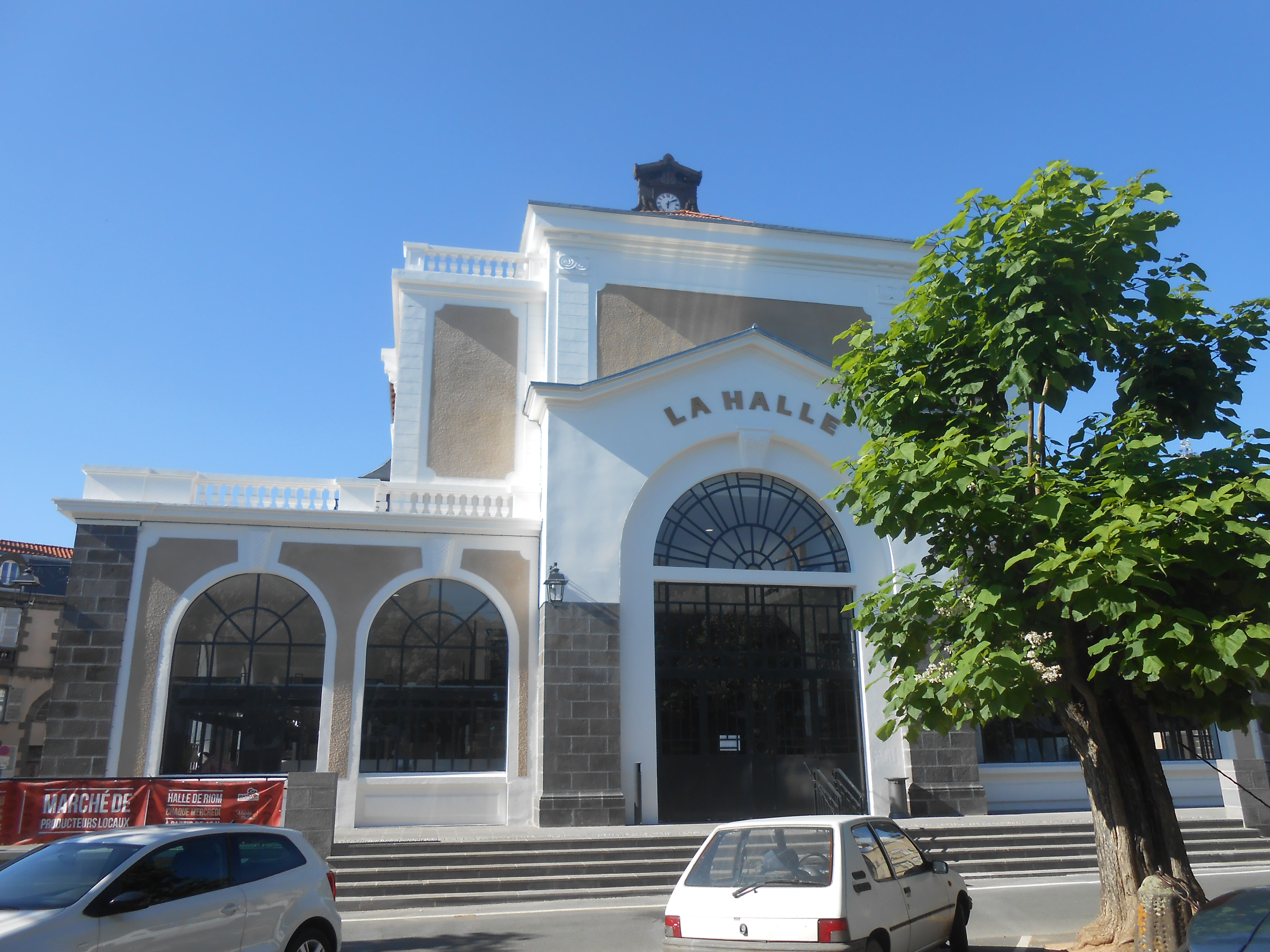
里永集市大堂

### 教育
里永属于克莱蒙费朗学区。截止2019年1月1日，里永境内共有3所幼儿园、5所小学、4所初级中学、3所普通高中和1所职业高中。2018至2019学年度，里永境内共有在校中等教育阶段学生4,408名。

### 医疗
截止2019年1月1日，里永境内共有全科医生17名、保健师25名、牙医22名、护士26名、耳科医生0名、眼科医生3名、皮肤科医生3名、助产士4名、儿科医生6名和妇科医生1名。境内共有药房10家、养老院2家、残疾人帮扶中心5家。
里永中心医院（Centre Hospitalier de Riom）是法国的一个区域性医疗机构，其主病区“居伊·托马医院”（Hôpital de Guy Thomas）位于里永市区，设有床位334个，是当地规模最大的公立综合性医院。

### 住房
2017年，里永境内共有各类住房10,206套，其中46.8%为独立式居民区，52.9%为集中式居民区。常住房屋占里永市镇范围内居民建筑总量的89.1%。

### 商业
2019年，里永境内共有各类实体商铺430家，其中餐厅65家、大型超市6家、杂货店8家、面包房15家、肉铺6家、书店9家、装饰品店2家、银行门店12家、美容美发店34家、汽车维修店25家。市区南部建有大型开放式商业街区。

### 体育
2019年，里永境内共有1家游泳池、6间体育馆、1座综合体育场、6处网球场、1处马术场、5处足球或橄榄球场、4处篮球或排球场以及1处高尔夫球场。
里永足球俱乐部是当地的一支足球队，成立于1927年，2020至2021赛季参加奥弗涅-罗讷-阿尔卑斯大区足球联赛。除此之外，里永还有三家注册足球俱乐部。

### 环境
里永的环境事务由其所属的公共社区负责。2019年，里永境内共有1家污染企业。

### 治安
2019年，里永市镇范围内有1处派出所。
2014年，里永及附近地区共发生各类案件1,478起，其中盗窃类案件1,017起，经济类案件168起，毒品交易类案件40起。

## 文化
2019年，里永境内共有1家电影院和2家博物馆。里永市政府提供多媒体中心，向公众全年开放。

### 建筑
里永境内有多处法国国家文物保护单位，其中里永圣阿马布尔大教堂、里永钟楼等为当地的代表性建筑物。

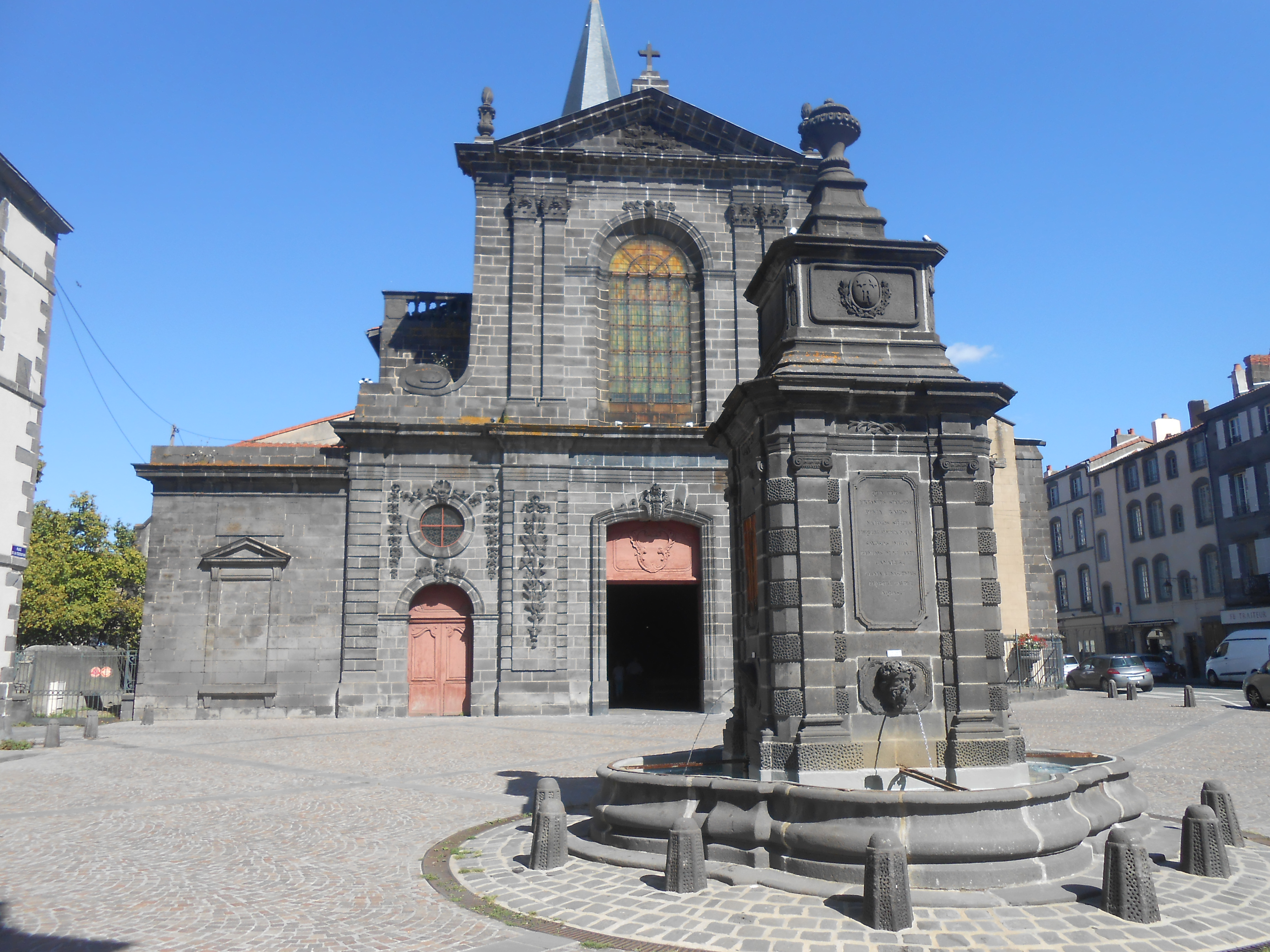
圣阿马布尔大教堂（法语：Basilique Saint-Amable de Riom）
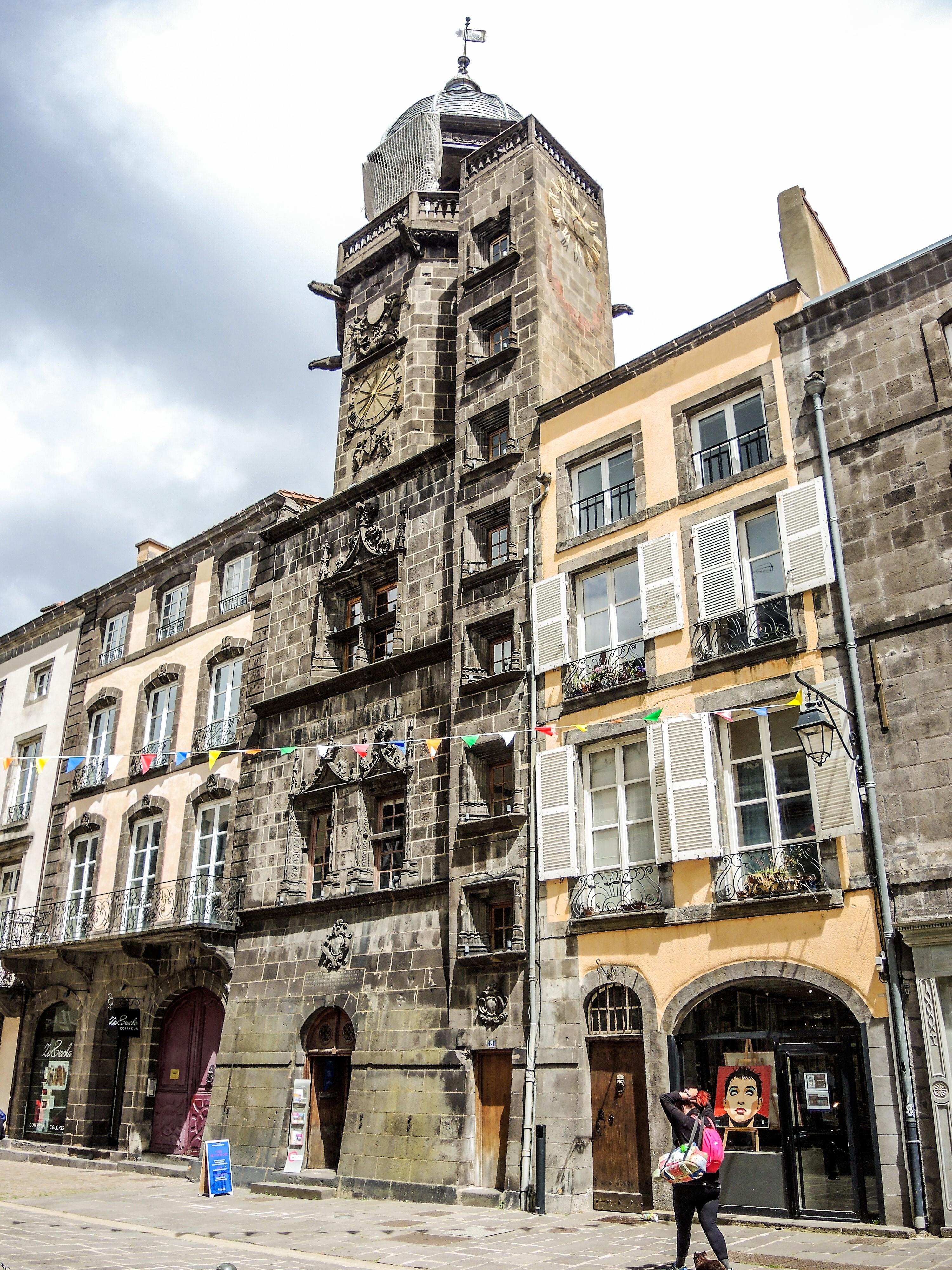
里永钟楼（法语：Beffroi de Riom）
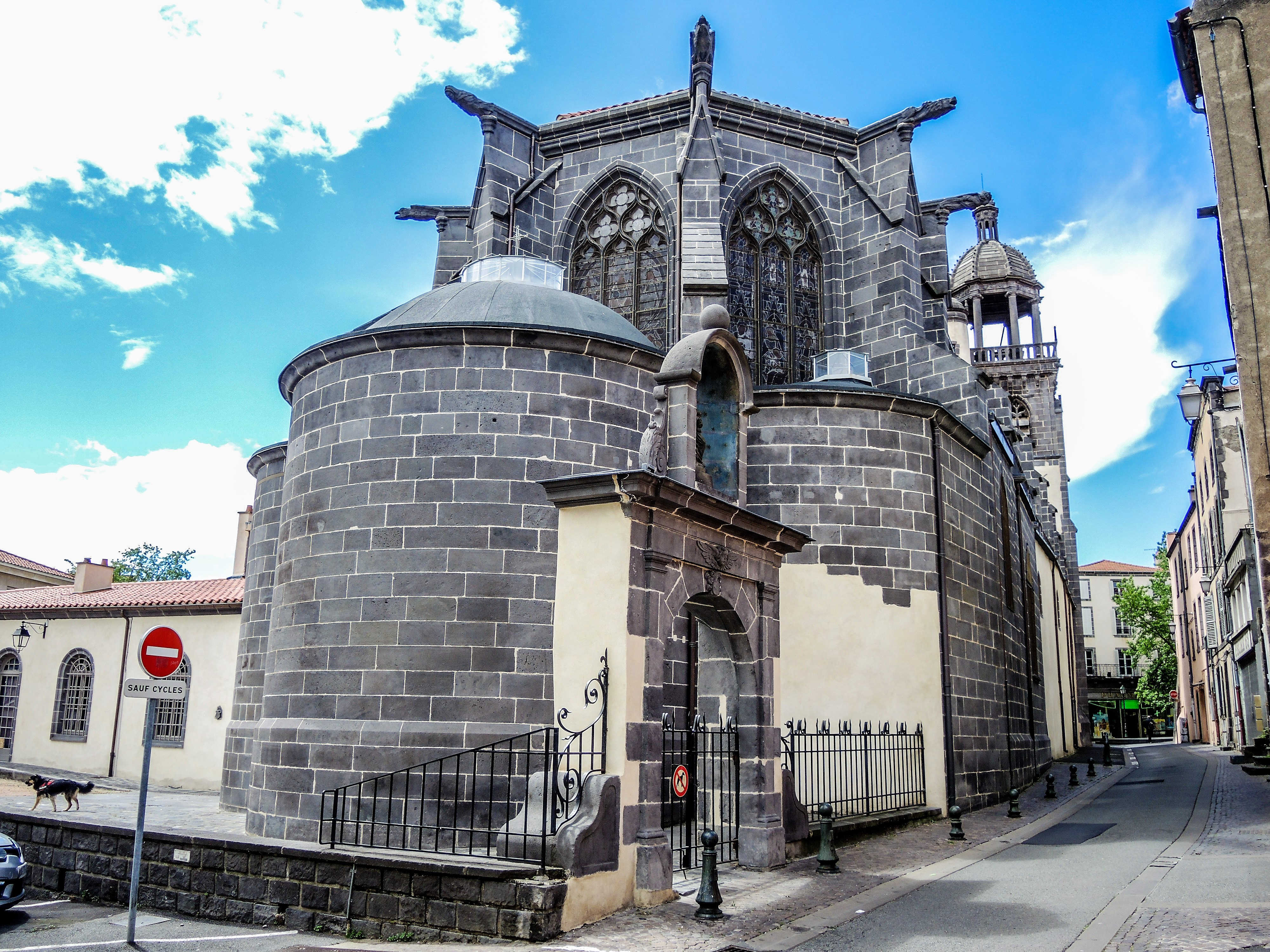
圣母教堂
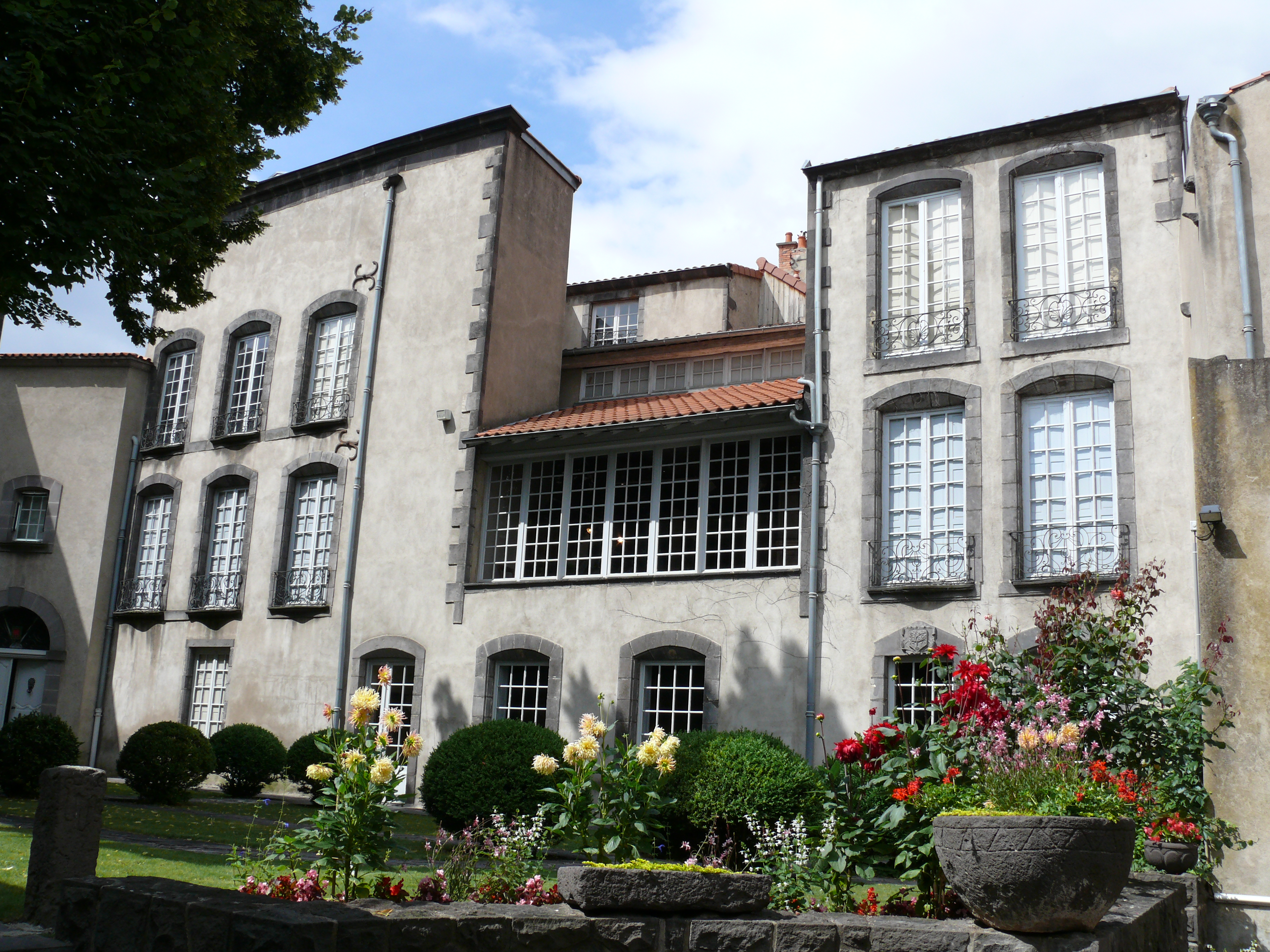
区域博物馆
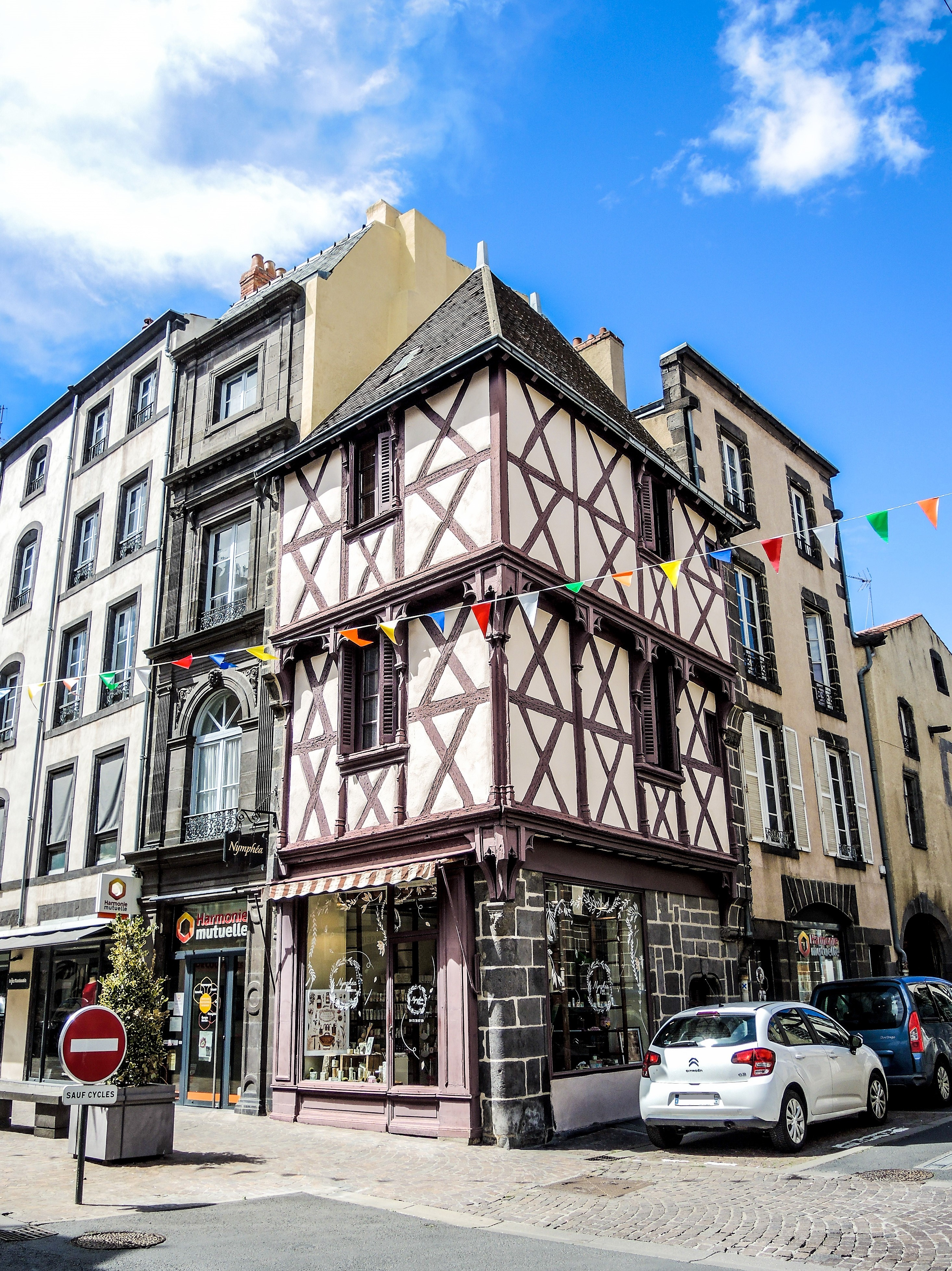
传统民居

### 旅游
里永的旅游事务由其所属的公共社区负责。2020年，里永境内共有9家宾馆共计391间房间。

### 媒体
法国主要的媒体均可在里永接收，法国电视三台下属的奥弗涅-罗讷-阿尔卑斯大区频道在部分时段播出里永所属区域的地方新闻。《山地报》在里永设有一个编辑发行中心。

## 相关人物
有史料证明天主教史学家都爾的額我略有可能出生于里永。
除此之外，出生于里永的重要人物包括法国文学家普罗斯珀·德·巴朗特和让·西尔蒙、飞行员欧仁·吉尔贝、音乐家阿朗·斯蒂韦尔、演员Rufus、足球运动员于贝尔·富尼耶、赛车手多米尼克·萨龙等。

## 友好城市
截至2021年2月，里永共与七座城市互为友好城市关系：
- 德国 讷德林根
- 西班牙 阿尔赫梅西
- 英格兰 Adur
- 英格兰 西薩塞克斯郡
- 波蘭 日維茨
- 葡萄牙 維亞納堡
- 刚果共和国 多利西